# بروموكلوروساليسيلانيليد
برومو كلورو ساليسيل أنيليد Bromochlorosalicylanilide هو مضاد فطري يمكن أن يسبب حساسية جلدية تماسية عند بعض الأشخاص.
قد يسبب السالسيلالينايد الهالوجينية أكزيما تماس أرجي ضوئي (PACD). للمرضى الذين يعانون من PACD تلاحظ ظهور طفح اكزيمائي، عادة على الوجه والرقبة وظهر اليدين، والمناطق المعرضة للشمس